# Louis Roux (peintre)
Pour les articles homonymes, voir Louis Roux et Roux.
Louis Roux, né le 14 février 1817 à Paris où il est mort le 5 avril 1903, est un peintre français.

## Biographie
Louis Prosper Roux est le fils de Nicolas Louis Roux et de Marie Madeleine Renée Moulinneuf, et l'époux de Joséphine Françoise Elisabeth Jullien. 
Son fils Paul Roux est également artiste peintre.
Il est mort à son domicile parisien de la rue du Rocher, à l'âge de 86 ans. Il est inhumé le 8 avril 1903 au cimetière de Montmartre.